# Костоло, Дик
Дик Костоло (Dick Costolo) — CEO компании Twitter с октября 2010 года по июнь 2015 года и её бывший COO. Занял должность CEO после того, как её покинул Эван Уильямс в октябре 2010 года.
Окончил Мичиганский университет со степенью бакалавра и Калифорнийский университет в Беркли со степенью магистра в области компьютерных наук.
Перед тем, как начать свой бизнес, Дик Костоло выступал в Чикаго как эстрадный комик. Затем он работал несколько лет инженером в компании Andersen Consulting. Уволился, чтобы создать консалтинговый интернет-портал.
В 2004 году вместе с Эриком Лунтом, Стивом Олеховским и Мэттом Шобом запустил сервис FeedBurner. После покупки сервиса компанией Google в 2007 году, Костоло стал её сотрудником. В июле 2009 года он покинул Google, а в сентябре занял должность COO в компании Twitter.